# Characidium etzeli
Characidium etzeli är en fiskart som beskrevs av Axel Zarske och Jacques Géry 2001. Characidium etzeli ingår i släktet Characidium och familjen Crenuchidae. Inga underarter finns listade i Catalogue of Life.